# Lincoln Mark LT
Lincoln Mark LT — полноразмерный люксовый пикап, выпускавшийся компанией Lincoln (дочернее подразделение Ford) в разные периоды с 2005 по 2014 год.

## Первое поколение (2005—2008)
Первое поколение автомобилей Lincoln Mark LT выпускалось с 2006 по 2008 год (дебют состоялся в январе 2005 года). В 2007 году автомобиль прошёл рестайлинг радиаторной решётки, а интерьер оснащён навигационной системой с DVD. В 2008 году были внесены косметические изменения. В США и Канаде продажи завершились в 2009 году. На смену пришёл Ford F-150 Platinum. Качество оценено на 4 звезды.

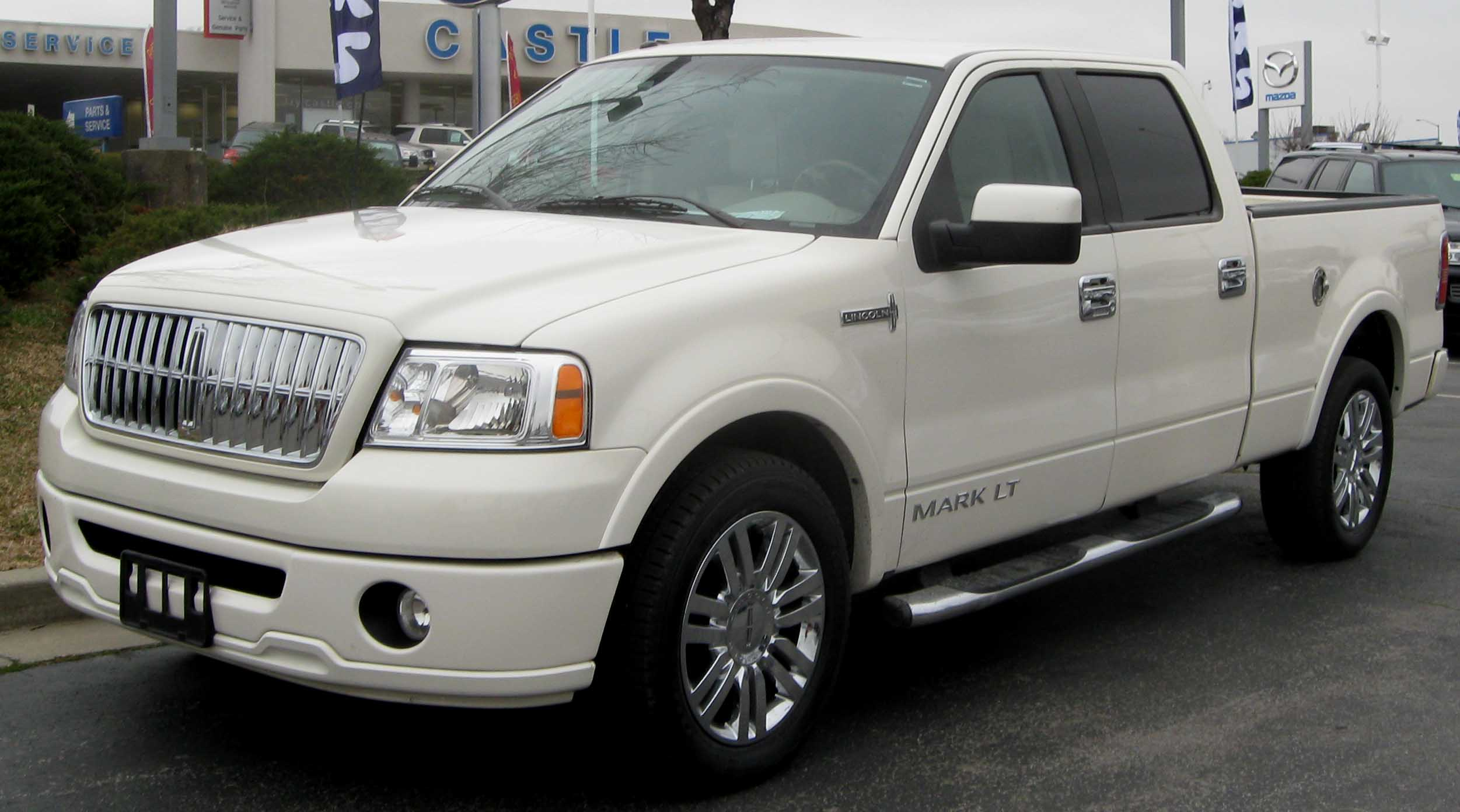
Вид спереди
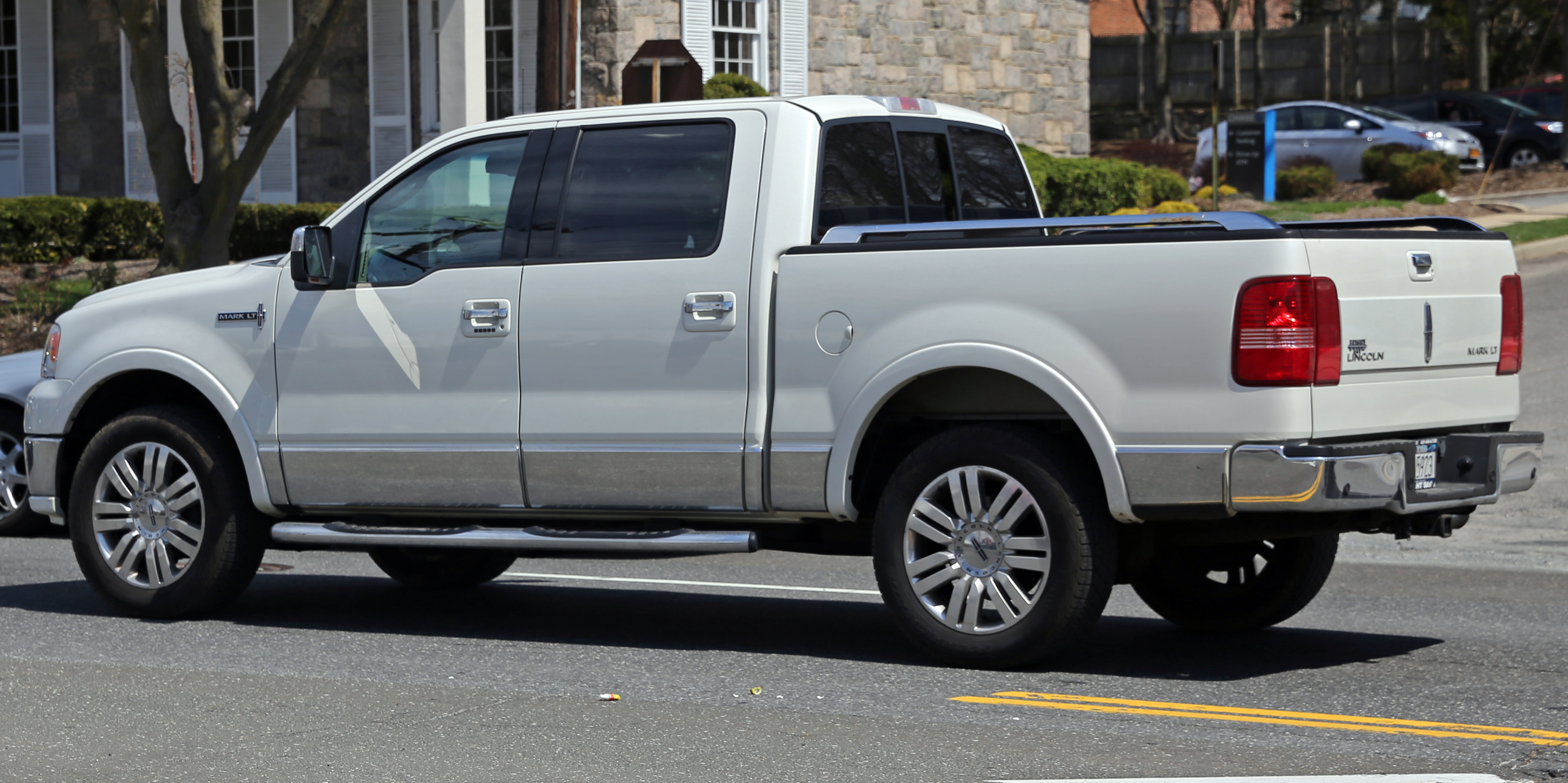
Вид сзади

## Второе поколение (2010—2014)
В 2010 году производство автомобилей Lincoln Mark LT было возобновлено в Мексике. Базовой моделью стала Ford F-150 двенадцатого поколения. Радиаторная решётка выглядит так же, как у семейств MKS и MKT.

Автомобиль выпускался в комплектациях Dearborn (с укороченным кузовом) и Cuautitlán (с удлинённым кузовом). В 2014 году выпуск автомобилей был завершён.

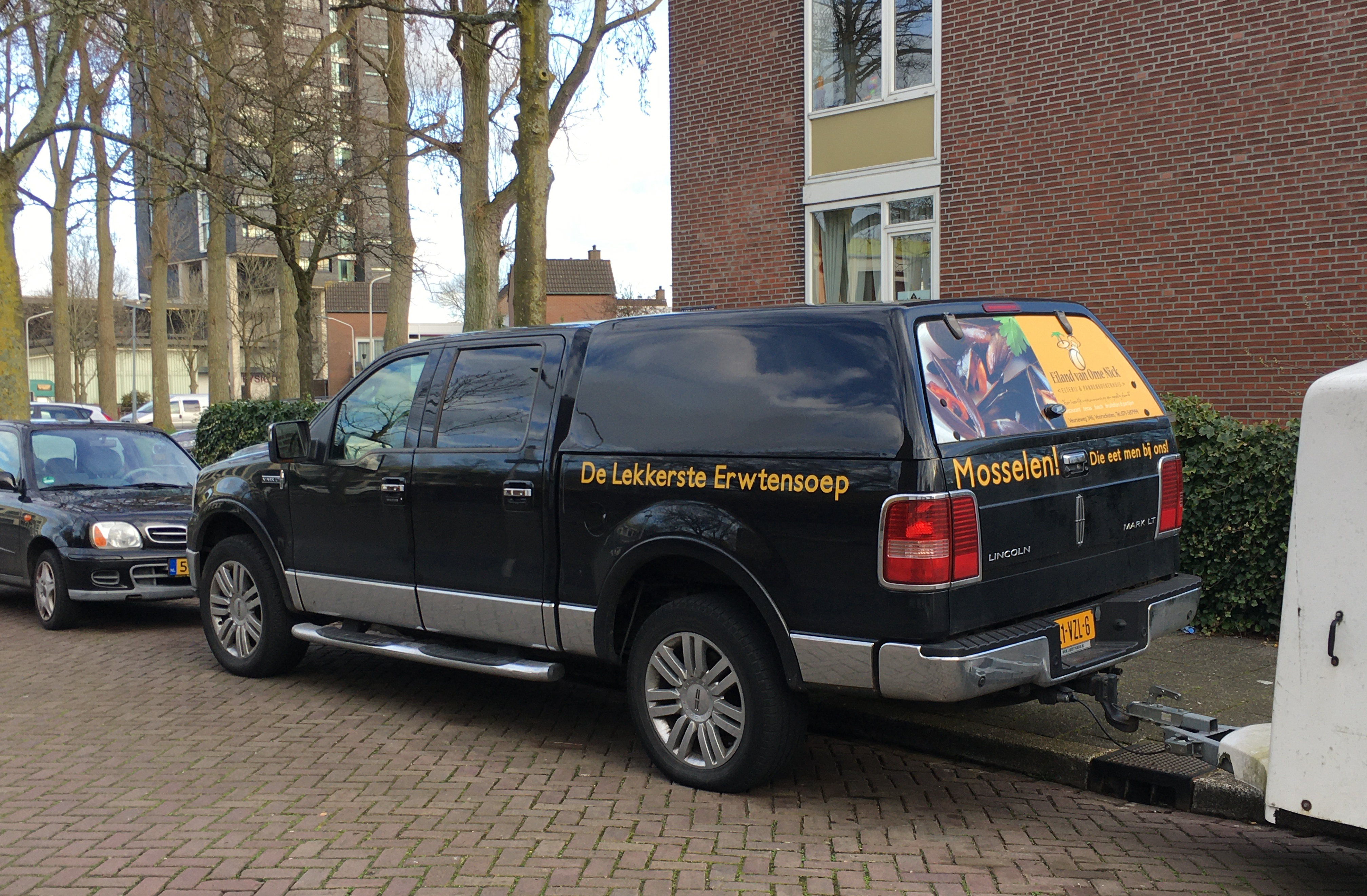
2009 Lincoln Mark LT 5.4 V8
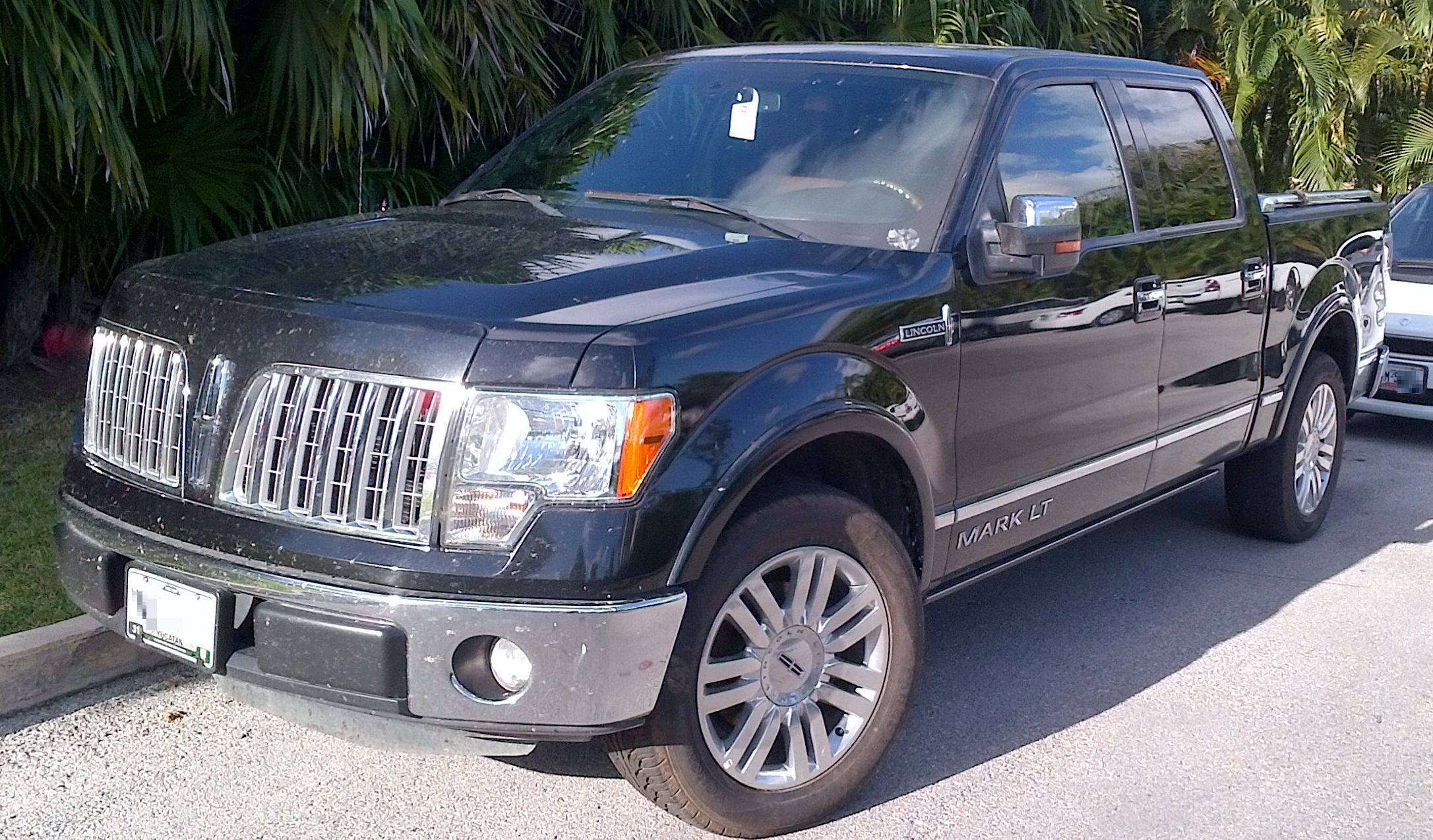
Lincoln P415

## Продажи
| Год  | Продажи в США |
| ---- | ------------- |
| 2005 | 10,274        |
| 2006 | 12,753        |
| 2007 | 8,382         |
| 2008 | 4,631         |
| 2009 | 147           |